# The Man From Earth
The Man from Earth ist ein 2007 erschienener Science-Fiction-Film von Richard Schenkman nach einem Drehbuch von Jerome Bixby. Er erzählt die Geschichte von John Oldman, der behauptet, ein 14.000 Jahre alter Cro-Magnon-Mensch zu sein. Die Handlung des Films findet hauptsächlich in einem einzigen Zimmer statt. Der Film wurde am 12. Februar 2009 als DVD veröffentlicht.
2017 erschien mit The Man from Earth: Holocene ein Nachfolger.

## Handlung
Professor John Oldman ist eben dabei, seinen Pick-Up-Truck mit Umzugskartons und anderen Gegenständen zu beladen, als er überraschend von seinen Freunden und Kollegen besucht wird. Es handelt sich dabei um eine Gruppe von Wissenschaftlern, bestehend aus Harry (Biologe), Edith (Kunsthistorikerin und bibelfeste Christin), Dan (Anthropologe) und Sandy (Historikerin). Kurz darauf treffen noch Art (Archäologe) und dessen Studentin Linda ein. Alle wollen sich von John verabschieden und sind neugierig zu erfahren, warum er plötzlich geht und wohin. Nachdem es sich alle im Wohnzimmer gemütlich gemacht haben, offenbart Sandy in einem ruhigen Moment John, dass sie sich in ihn verliebt habe und seinen Wegzug bedauere.
Immer wieder kommt in der Runde die Frage nach dem Grund für Johns Weggang auf, doch der weicht aus. Da seine Freunde nicht locker lassen, stellt John ihnen die Frage: „Angenommen, ein Mensch aus der Altsteinzeit hätte bis heute überlebt, was wäre er für ein Mensch?“ Im Verlauf der Diskussion zu dieser Frage stellt sich heraus, dass John sich selbst meint. Nach einigen Erzählungen Johns aus seiner 14.000-jährigen Erinnerung erklärt er, dass er nun – wie schon oft – weiterziehen müsse, da den Menschen in seinem Umfeld nach einigen Jahren auffalle, dass er nicht altere.
John erzählt, dass er einst als Höhlenmensch gelebt habe. Art wird skeptisch und ruft den allseits bekannten Psychiater Dr. Will Gruber an, um ihn zu bitten, vorbeizukommen. Nachdem John erklärt, dass er Buddha und Hammurabi gekannt habe, erscheint Will und hört sich ebenfalls Johns Geschichten an. Auch historische Personen wie Christoph Kolumbus und van Gogh will John persönlich gekannt haben. Letzterer habe ihm ein Bild geschenkt, das er anfangs noch als Kopie bezeichnet hatte. Die Wissenschaftler verfallen immer tiefer in Diskussionen über die Beweisbarkeit seiner Behauptung und andere philosophische und theologische Probleme. Die Situation eskaliert plötzlich und Will bedroht John mit einer, wie sich später herausstellt, ungeladenen Waffe.
Schließlich erklärt John, dass er einst Jesus von Nazaret war und nur versucht habe, die Weisheiten seines Lehrers Buddha an die Rituale der damaligen Zeit anzupassen. Er sei nicht am Kreuz gestorben, sondern nur schwer verletzt und als vermeintlich tot geborgen worden. Die Jünger hatten seine Rekonvaleszenz als Wunder fehlgedeutet. Alles andere sei der sich danach entwickelte Mythos um seine Person, den er nicht gewollt habe.
Edith bezeichnet ihn daraufhin als Blasphemiker, und Will – noch immer wie die meisten sehr skeptisch – meint, man müsse John so behandeln wie einen Geisteskranken, der glaubt, er sei Napoleon. Ungeachtet dessen sitzt die Runde um den Kamin, der John an das Feuer in der Höhle seiner Kindheit erinnert, und hört sich zur 7. Sinfonie von Beethoven weitere seiner Erzählungen an.
Schließlich droht Will John mit einer Zwangseinweisung und fordert ihn auf, seine Erzählung als Lügengeschichte zu enttarnen. John kommt dem nach und erklärt, dass alles nur eine Erfindung, ein Gedankenspiel gewesen sei. Die Runde löst sich daraufhin langsam auf, obwohl einige inzwischen geneigt waren, Johns Geschichte zu glauben. Nachdem alle gegangen sind außer Sandy und Will, der jedoch im Hintergrund bleibt, nennt John Sandy einige Namen, die er in seiner Vergangenheit verwendet habe. Als Will einen dieser Namen hört, erkennt er, dass John sein Vater sein muss. Durch die Nennung von Details aus Wills Vergangenheit wie dem Namen seines Hundes aus Kindertagen, welche nur er wissen kann, beweist John seine Geschichte. Will erleidet durch den Schock einen Herzinfarkt. Die herbeigerufenen Rettungssanitäter können nur noch seinen Tod feststellen. John ist sehr aufgewühlt, da er noch nie ein eigenes Kind hat sterben sehen, denn er verließ bisher jede Familie nach nur wenigen Jahren des Zusammenlebens. Er steigt in sein Auto und fährt los. Nach wenigen Metern hält er an und lässt Sandy einsteigen.

## Finanzierung und Web-Erfolg
Das Budget des Filmes soll 200.000 US-Dollar betragen haben. Der Film hatte in der P2P-Community einen so gewaltigen Erfolg, dass der Regisseur sich auf diversen BitTorrent-Webseiten bedankte. Gleichzeitig bat er darum, die DVD zu bestellen oder über die Filmwebsite zu spenden.

## Preise und Auszeichnungen
- 2007 – 1st Place – Best Feature – Rhode Island International Film Festival, NY, USA
- 2007 – Grand Prize – Best Screenplay – Rhode Island International Film Festival, NY, USA
- 2008 – Best Film – Montevideo Fantastic Film Festival of Uruguay
- 2008 – Audience Choice Award – Montevideo Fantastic Film Festival of Uruguay
- 2008 – Best Director – Fantaspoa – International Fantastic Film Festival of Porto Alegre, Brazil
- 2008 – 2nd Place – Best Feature – Rio de Janeiro International Fantastic Film Festival (RioFan)
- 2008 – Audience Award: Best Feature Film – Fixion-Sars Horror & Fantastic Film Festival of Santiago, Chile
- 2008 – Jury Award: Best Screenplay – Fixion-Sars Horror & Fantastic Film Festival of Santiago, Chile
- 2008 – Best Sci-Fi Screenplay – International Horror & Sci-Fi Film Festival, Phoenix, AZ, USA
- 2008 – Best Screenplay – Buenos Aires Rojo Sangre – Int’l Independent Horror, Fantasy & Bizarre, Argentina
- 2008 – DVD Critics Award – Best Non-Theatrical Movie